# Nowy Folwark (powiat krotoszyński)
Nowy Folwark – wieś w Polsce położona w województwie wielkopolskim, w powiecie krotoszyńskim, w gminie Krotoszyn. Rodzinna miejscowość bł. Michała Kozala.
W okresie Wielkiego Księstwa Poznańskiego (1815-1848) miejscowość należała do wsi mniejszych w ówczesnym pruskim powiecie Krotoszyn w rejencji poznańskiej. Nowy Folwark należał do okręgu krotoszyńskiego tego powiatu i stanowił część majątku Teresin (niem. Theresienstein), którego właścicielem był wówczas książę Thurn und Taxis. Według spisu urzędowego z 1837 roku wieś liczyła 81 mieszkańców, którzy zamieszkiwali 5 dymów (domostw).
W latach 1975–1998 miejscowość należała administracyjnie do województwa kaliskiego. We wsi znajdował się przystanek rozebranego odcinka Krotoszyn - Pleszew Krotoszyńskiej Kolei Dojazdowej. Pociąg zakończył bieg 12 stycznia 1986 r.

## Urodzeni w Nowym Folwarku
- Michał Kozal – polski duchowny rzymskokatolicki, rektor Prymasowskiego Wyższego Seminarium Duchownego w Gnieźnie, biskup pomocniczy włocławski (1939–1943), męczennik oraz błogosławiony Kościoła katolickiego[5].